# El hombre del cráneo rasurado (película)
L'Homme au crâne rasé (De man die zijn haar kort liet knippen) es una película belga dirigida por André Delvaux, emitida por primera vez en televisión en 1965 y luego estrenada como largometraje en 1966.

## Sinopsis
Pasivo y torpe, el abogado Govert Miereveld, que también enseña en una escuela para niñas, se enamora perdidamente de una de sus alumnas, la bonita Fran. Preocupado y deprimido, deja su trabajo y se muda a un pequeño pueblo con su esposa e hijos. Sin embargo, como parte de sus actividades legales, se ve obligado a asistir a una extenuante autopsia que precipita su trastorno mental. Miereveld termina en el asilo, donde sigue preguntándose si mató o no a la persona que amaba.

## Comentario
La sutil arquitectura de la película juega con las percepciones cambiantes de la realidad: ¿sueño o patología? Lleva imperceptiblemente al espectador del cartesianismo más maníaco a las fronteras de lo irracional. Esta trascendencia de la realidad sitúa resueltamente la obra en el movimiento del realismo mágico flamenco, ligado él mismo al surrealismo.
Hoy, el primer largometraje de André Delvaux se presenta fácilmente como «película fundacional del cine belga moderno», un punto de ruptura un poco como las películas pioneras de la Nueva Ola francesa a principios de la década de 1960.
En el momento de su primera aparición en televisión a finales de 1965, los críticos nacionales, sin embargo, se habían mostrado escépticos, incluso reticentes. La Libre Belgique encontrará en ella cualidades relativas: «Si El hombre de la cabeza rapada no es para nosotros una obra maestra, ni siquiera, como veremos, un éxito en el sentido fuerte del término, no obstante, es una creación claramente fuera de lo común. Sin dudarlo, la clasificaremos entre las diez películas imperdibles de las doscientas o trescientas producciones que inundan el mercado mundial cada año. ¿De cuántos largometrajes belgas podemos decir tanto? De ninguno que sepamos…». Es cierto que en este período el cine belga apenas se renovó, aparte de los documentales y las películas de animación, y esta película tan diferente parece haber sido desconcertante en un principio.
La acogida fue mucho mejor en el extranjero, y en particular en Francia, donde el Nouvel Observateur, escrito por Michel Cournot, lo clasificó entre las obras maestras, llegando a mencionar al Ciudadano Kane.
Según la Cinémathèque royale de Bélgica, es «una fascinante mezcla de razón y fantasía de rara madurez estética, para una primera obra que marca el advenimiento de un autor y un renacimiento del cine belga».
En 1968 André Delvaux volvió a adaptar una obra de Johan Daisne bajo el título Un soir, un train .

## Ficha técnica
- Título: El hombre de cráneo rasurado
- Título original: De man die zijn haar kort liet knippen
- Producción: André Delvaux
- Guion: André Delvaux y Anna de Pagter, basada en la novela del escritor flamenco Johan Daisne, L'Homme au crâne rasé, publicada en 1948
- Subgerente: Pierre Grunstein
- Director de fotografía: Ghislain Cloquet
- Música: Frédéric Devreese
- Montaje: Suzanne Baron, R. Delferrière
- Decorados: Jean-Claude Maes
- Sonido: Antoine Bonfanti, Jo de Vogel
- Producción: BRT (Bruselas), Ministerio de Educación y Cultura Nacional
- País de origen: </img> Bélgica
- Lengua materna: Holandés
- Formato: en blanco y negro; 35 mm
- Género drama
- Duración: 98 minutos
- Primera transmisión televisada: finales de 1965
- Estreno en cines: 1966

## Reparto
- Senne Rouffaer: Govert Miereveld, un joven abogado provincial
- Beata Tyszkiewicz: Eufrazia Veerman conocida como Fran, una estudiante
- Héctor Camerlynck: Profesor Mato
- Hilde Uitterlinden: Beps
- Annemarie Van Dijk: Corra
- Hilda Van Roose: señorita Freken
- François Beukelaers: un paciente
- Arlette Emmery: una estudiante
- Paul s'Jongers: asistente del profesor Mato
- Luc Philips: el concejal
- François Bernard: juez Brantink
- Vic Moeremans: el director
- Maurits Goossens: el rector
- Dora van der Groen: la voz de Beata Tyszkiewicz
- Yvonne Lex: dobladora de voz de Beata Tyszkiewicz